# 포르투갈의 수산업

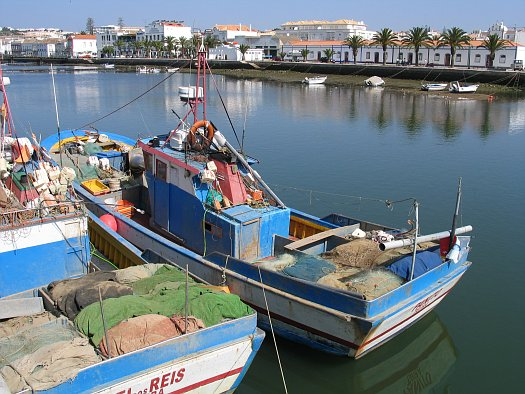
알가르브의 타비르지방에 떠 있는 배.

수산업은 포르투갈의 주요 경제 활동 중의 하나이다. 오랫동안 수산업은 포르투갈의 경제에서 중요한 역할을 했으며, 세계에서 1인당 생선소비량이 가장 많은 국가 중의 하나이다. 대항해시대 이후 생선은 포르투갈 사람들의 중요한 음식이 되었다.
포르투갈의 어업 분야는 여러 소분야로 갈라지는데, 크게 기업형 어업과 소규모 어업으로 나뉘는데, 노동 조합에 따르면, 50%이상의 어부들은 소규모 어업에 종사하는 것으로 알려져 있다. 포르투갈에는 지역적 이익과 종사별 이익을 대표하는 여러 노동 조합들이 있다.
포르투갈의 배타적 경제 수역은 172만 7408제곱 킬로미터로, 유럽 연합에서 3위, 세계에서 11번째로 넓어 수산업의 발달에 유리하다.

## 개괄
포르투갈의 어업 분야는 1986년 유럽 경제 공동체에 들어가면서부터 어업 종사자의 수와 어업 환경에 많은 구조적 변화가 왔다. 어선단 수는 1994년 12,299대에서 1999년 10,933대로 하락했고, 공식 등록된 어부도 1994년 31,721명에서 27,191명으로 감소하였다. 물고기 수입은 1990년에서 1999년까지 31% 증가하였지만, 수출은 0.4% 감소하였다.
1997년에 4,932명의 사람들이 어업 분야에 종사하는 것으로 밝혀졌다. 2004년에 10,089척의 배가 등록되었으며 배의 총 무게가 총 11만 2978톤이고, 배가 사용하는 전력량은 총 391만 6킬로와트이다. 1998년부터 2004년까지 어부의 9.9%, 선단 총무게의 1.5%, 전력량의 0.8%가 감소하였다. 총 어획량도 1998년 22만 4000톤에서 2004년 14만 톤으로 38%나 감소하였다.
공동어업정책의 일환으로, 유럽 연합은 어업 자원과 개발의 균형을 맞춰 지속 가능한 어업 정책을 수립하고, 어업 정책과 조직들의 경쟁력을 향상 시키고, 잠재적으로 가능한 시장을 개발한다. 유럽 연합은 포르투갈의 어업에 특히 주의를 주었는데, 포르투갈 해안가의 특성과 배의 사용 여부 때문이다. 포르투갈의 어업은 국내의, 유럽연합의, 비 유럽연합국가들과의 공해조절로 인해서 규모와 특성에서 상당한 변화를 보였다.
현재 포르투갈 영해의 자원과 타국의 어획 제한으로 인해서, 선단의 규모와 질을 조절하는 것이 어업 현대화와 개혁에서 중요하다. 1990년에서 2000년까지, 선내 물고기 보존 방법과, 자동 작업 시스템, 전자 네비게이션과 물고기 탐지 시스템이 탑재된 신형 배들이 1980년 이전에 썼던 구식의 배를 점차 대체할 것이다.

## 역사

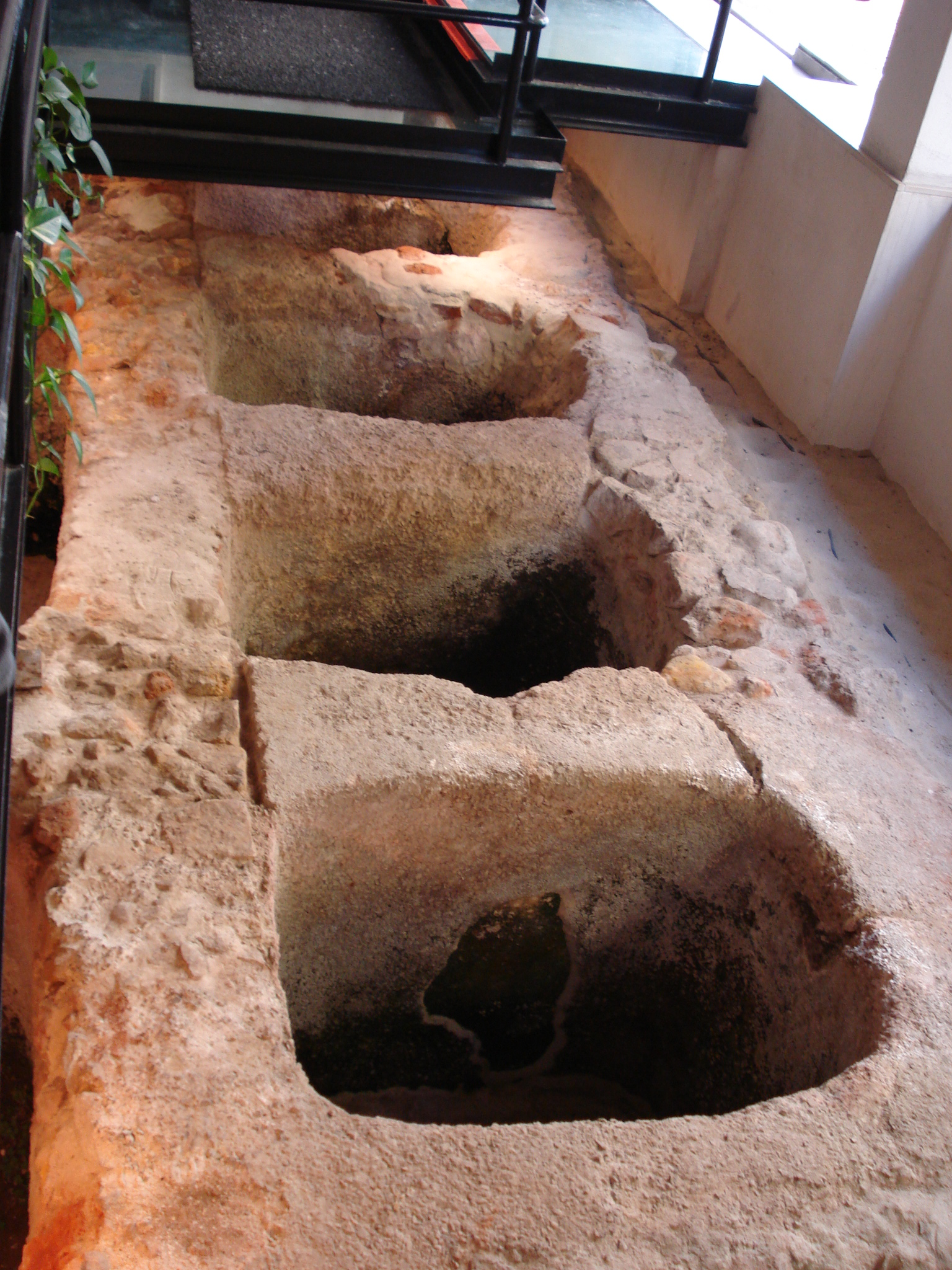
로마시대에 세투발에서 발견된 수산물 저장 공간

로마 공화정시대에 수산물 제조 시설이 현 포르투갈의 해안에서 발견되었다. 당시에 루시타니아(현 포르투갈)에서 가룸이라고 하는 발효된 물고기 소스는 로마에서 높은 가치를 받았다. 라코브리가(현 라고스(포르투갈)에서 로마로 가룸을 운송하는 직항선이 개통되었다. 당시에 수산물 가공 시장이 성했던 증거로는, 리스본의 옛 구역의 시가지에서 가룸을 가공하는 부지 폐허를 볼 수 있다.
생선이 포르투갈의 사람들의 주식이 되게 된 계기는 포르투갈에 대항해시대가 오고 난 후였다. 포르투갈인은 1인당 생선 소비량이 가장 많은 국민들 중 하나로, 포르투갈 요리중에서 생선이나 수산물이 들어있는 경우가 많고, 이 음식들 중에서는 국제적으로 명성이 있는 것들도 있다.

## 해양 수산업

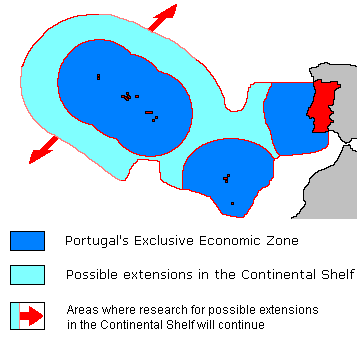
포르투갈의 배타적 경제 수역은 172만 7408제곱 킬로미터이다.

포르투갈의 수산업은 넓고 다양한데, 어선들은 그들의 활동 지역에 따라서 지역 활동 어선, 연안 어선, 장거리 활동 어선으로 분류된다.
지역 활동 선단들은 총량 5톤 이하의 작은 어선들로 구성되어있으며, 2004년에 지역 선단들은 전체 선단들의 87%, 전체 어획량의 7%를 차지했다. 보통 지역 활동 어선들은 두 가지 이상의 어획 방식을 쓰는데, 갈고리, 자망(刺網), 덫 등으로 구성되어 있다. 겉보기 상으로 어획량은 적어보이지만, 고수익성 물고기를 포획하기 때문에 수익성이 좋다. 주로 갈치, 붕장어, 대구, 헤이크, 아귀를 포획한다. 후릿그물 낚시도 지역 선단이나 본토에서 사용되는 어획 방법인데, 정어리만을 잡는데 사용된다. 후릿그물 낚시는 총 내륙낚시에서 37%의 비중을 차지한다.
연안 어선은 뱃머리 숫자로는 13%밖에 차지하지 못하지만, 선체중량으로는 전체의 93%로, 가장 많이 차지한다. 보통 연안으로부터 떨어져서 물고기를 잡지만, 포르투갈의 배타적 경제 수역 외에서 잡기도 한다. 보통 다기능 어선, 대형 건착망, 트롤선을 사용한다. 트롤선은 포르투갈 본토 해안에서만 활동하며 다랑어, 문어, 게, 가재, 새우와 같은 해저에서 사는 물고기를 잡는다.
포르투갈에서 출하된 주된 물고기들로는 정어리, 고등어, 다랑어이며, 각각 총 무게의 37%, 9%, 8%를 차지하고, 13%, 1%, 8%의 수익을 보인다. 문어와 같은 연체동물과는 전체 무게의 12%를 차지하지만 22%의 수익을, 새우나 게와 같은 갑각류의 경우 전체 무게의 0.5%를 차지하지만 6%의 수익을 낸다.
모로코와의 어업 협정과 모리타니와의 협약 재협상 이후 해외 영토에서의 어업은 1998년부터 감소했다. 7년 이후인 2006년에 유럽 연합과 모로코 간의 어업 협약이 재발효 되었다. 40척의 포르투갈 어선이 모로코 영해에서 어업을 하고 있으며, 모로코는 두 번째로 큰 포르투갈 어선 외국 활동 지역이 되었다.
2004년에 15%의 어획고는 국제 해양에서 포획되었으며, 선단들은 주로 북서 대서양, 노르웨이, 스발바르 제도, 스페인, 그린란드에 인접한 북동 대서양, 기니비사우, 케이프 베르데, 세네갈, 모리타니에 인접한 중앙 대서양에서 활동한다.  북서 대서양에서는, 연어가 총량의 50%로 주된 어획고이고, 북동 대서양에서는 노르웨이 인근 지역에서 대구가 총량의 82%로 주된 어획고지만, 반면에 그린란드 인근 지역에서는 연어가 주된 어획고이다.

### 수산업 관리
2002년 이후로 수산업 정책의 주된 목적은 수산업 분야의 지속 가능성을 유지하고 이전의 부정적인 동향을 긍정적인 동향으로 돌리는 데 목적이 있다. 수산업 시장의 회복과 안정을 하기 위해서 정책들이 채택되고 있으며, 동시에 생산 단가를 줄이고 근무 환경을 개선 시키기 위해 수산업의 현대화를 하고 있다.
수산물 가공 산업과 수경 재배 산업, 어업의 구조적인 현대화는 현대의 어업 관리 계획을 향상 시켰다. 유럽 연합과 어업 공동 정책의 일환으로, 현재 국가적인 관리 체계는 일부 어종이나 지역에 대한 어획 할당제, 전문 어종 보존 측정 장치의 채택, 남획을 방지하기 위한 수산업 장려의 제한 등이 있다.

## 같이 보기
- 포르투갈의 경제